# Лексико-семантическая группа
Лексико-семантическая группа — объединение слов одной части речи с общим основным компонентом значения. ЛСГ выделяется внутри семантических полей.
Например: ЛСГ (температурные прилагательные): теплый, холодный, ледяной, горячий, прохладный, жгучий и т. п.

## Признаки ЛСГ
1. представляет собой объединения двух, нескольких или многих слов по их лексическим значениям;
2. складывается исторически, то есть она динамична по сути;
3. близка к тематической группе, но существенно отличается от неё

## Пример ЛСГ
Так, к лексико-семантической группе лексемы земля относятся слова:
- планета — земной шар — мир;
- почва — грунт — слой;
- владение — поместье — имение — усадьба;
- страна — государство — держава.